# Herzeleid Tour
Herzeleid Tour fue la primera gira de la banda de metal industrial alemana Rammstein para promocionar su disco debut Herzeleid. La gira comenzó, duran el Club Tour, el 24 de marzo de 1994 en Leipzig, Alemania y terminó el 12 de octubre de 1996. Durante este periodo, Rammstein tuvo 170 conciertos y casi siempre toca cada canción grabada del primer disco, incluyendo algunas demos de su álbum Sehnsucht, que no salió hasta el 1997.
Durante la gira, Rammstein era una banda muy joven y no tan popular por lo que su presupuesto era muy pequeño. En esta gira no había mucha pirotecnia, sólo un pequeño lanzallamas y algunas explosiones. Sin embargo, en 1996, Rammstein comenzó a popularizarse y comenzaron a usar efectos más creativos, como las botas de fuego y el arco pirotécnico.
El primer concierto importante tuvo lugar en 1996 en Berlín en el Treptow Arena (conocido como "Der Arena" por los fans). Hubo una audiencia de alrededor de 6.000 personas donde se grabó con el título "100 Jahre Rammstein" (literalmente 100 años de Rammstein, pero en realidad reflejan que son 100 conciertos) con las canciones Herzeleid y Seemann puestos en el DVD Lichtspielhaus.

## Club Tour, antecedente
La "Gira del Club" (no se sabe si la gira tuvo realmente algún nombre) fue una gira confusa formada por diversas actuaciones en directo, como conciertos en clubes, actuaciones como teloneros y actuaciones como cabezas de cartel. Durante su tercera actuación, el 31 de diciembre de 1994 en Saalfeld, Rammstein conoció a su representante Emanuel Fialik. Este periodo es en general muy oscuro, muchas fechas de conciertos siguen siendo inciertas, mientras que algunas son completamente desconocidas. El primer concierto real de la banda fue el 24 de marzo de 1994 en Leipzig y el último que se conoce de la gira Club fue el 27 de mayo de 1995 también en Leipzig.

## Lista de canciones (Club Tour)
| Berlín, 2 de julio de 1994 |
| --- |
| Setlist: 1. Rammstein 2. Tier 3. Jeder lacht 4. Heirate mich 5. Weißes Fleisch 6. Alter Mann 7. Wollt ihr das Bett in Flammen sehen? 8. Das alte Leid 9. Schwarzes Glas 10. Feuerräder 11. Du riechst so gut 12. Der Meister |

| Pößneck, 3 de diciembre de 1994 |
| --- |
| Setlist: 1. Rammstein 2. Tier 3. Jeder lacht 4. Der Meister 5. Heirate mich 6. Weißes Fleisch 7. Alter Mann 8. Herzeleid 9. Laichzeit 10. Das alte Leid 11. Du riechst so gut 12. Feuerräder Encore: 1. Seemann 2. Schwarzes Glas |

| Saalfeld, 31 de diciembre de 1994 |
| --- |
| Setlist: 1. Rammstein 2. Tier 3. Jeder lacht 4. Der Meister 5. Heirate mich 6. Weißes Fleisch 7. Herzeleid 8. Laichzeit 9. Das alte Leid 10. Du riechst so gut 11. Feuerräder 12. Seemann 13. Wollt ihr das Bett in Flammen sehen? |

## Fechas
| Día                      | Ciudad                  | País                    | Lugar                         | Tickets                 | Ingresos                |
| Alemania Club Tour 1994  | Alemania Club Tour 1994 | Alemania Club Tour 1994 | Alemania Club Tour 1994       | Alemania Club Tour 1994 | Alemania Club Tour 1994 |
| ------------------------ | ----------------------- | ----------------------- | ----------------------------- | ----------------------- | ----------------------- |
| 24 de marzo de 1994      | Leipzig                 | Alemania                | naTo                          | –                       | –                       |
| 23 de abril de 1994      | Lobenstein              | Alemania                | Kulturhaus                    | –                       | –                       |
| 6 de mayo de 1994        | Leipzig                 | Alemania                | Anker                         | –                       | –                       |
| 7 de mayo de 1994        | Tegau                   | Alemania                | LPG Speisesaal                | –                       | –                       |
| 14 de mayo de 1994       | Annaburg                | Alemania                | Goldener Ring                 | –                       | –                       |
| 21 de mayo de 1994       | Döbeln                  | Alemania                | Gasthof Lüttewitz             | –                       | –                       |
| 22 de mayo de 1994       | Nordhausen              | Alemania                | Steinbrücken Open Air         | –                       | –                       |
| 23 de mayo de 1994       | Potsdam                 | Alemania                | Rocknächte an der B2 Open Air | –                       | –                       |
| 27 de mayo de 1994       | Schinne                 | Alemania                | Overdrive                     | –                       | –                       |
| 28 de mayo de 1994       | Naundorf                | Alemania                | Naundorf Open Air             | –                       | –                       |
| 4 de junio de 1994       | Berlín                  | Alemania                | Knaack Club                   | –                       | –                       |
| 17 de junio de 1994      | Potsdam                 | Alemania                | Lindenpark                    | –                       | –                       |
| 18 de junio de 1994      | Gößnitz                 | Alemania                | Gößnitz Open Air              | –                       | –                       |
| 2 de julio de 1994       | Berlín                  | Alemania                | Kunsthaus Tacheles            | –                       | –                       |
| 16 de julio de 1994      | Görkwitz                | Alemania                | Zum Reußischen Hof            | –                       | –                       |
| 30 de julio de 1994      | Berlín                  | Alemania                | Knaack Club                   | –                       | –                       |
| Agosto de 1994           | Goßmar                  | Alemania                | Rockfestival                  | –                       | –                       |
| 15 de agosto de 1994     | Hamburgo                | Alemania                | Logo                          | –                       | –                       |
| 16 de agosto de 1994     | Hamburgo                | Alemania                | Logo                          | –                       | –                       |
| 26 de agosto de 1994     | Potsdam                 | Alemania                | Lindenpark                    | –                       | –                       |
| 27 de agosto de 1994     | Rostock                 | Alemania                | M.A.U. Club                   | –                       | –                       |
| 28 de agosto de 1994     | Berlín                  | Alemania                | Loft                          | –                       | –                       |
| 3 de septiembre de 1994  | Cottbus                 | Alemania                | Glad-House                    | –                       | –                       |
| Septiembre de 1994       | Ilmenau                 | Alemania                | Campus TU                     | –                       | –                       |
| Septiembre de 1994       | Ilmenau                 | Alemania                | bc+BD Open Air                | –                       | –                       |
| 29 de septiembre de 1994 | Halle                   | Alemania                | Easy Schorre                  | –                       | –                       |
| 19 de noviembre de 1994  | Görkwitz                | Alemania                | Zum Reußischen Hof            | –                       | –                       |
| 26 de noviembre de 1994  | Ebersbrunn              | Alemania                | Zum Löwen                     | –                       | –                       |
| 2 de diciembre de 1994   | Leipzig                 | Alemania                | Anker                         | –                       | –                       |
| 3 de diciembre de 1994   | Pößneck                 | Alemania                | Bergschlößchen Schlettwein    | –                       | –                       |
| 4 de diciembre de 1994   | Berlín                  | Alemania                | Der Alte                      | –                       | –                       |
| 9 de diciembre de 1994   | Hamburgo                | Alemania                | Logo                          | –                       | –                       |
| 14 de diciembre de 1994  | Berlín                  | Alemania                | Volksbühne                    | –                       | –                       |
| 16 de diciembre de 1994  | Potsdam                 | Alemania                | Waschhaus                     | –                       | –                       |
| 17 de diciembre de 1994  | Dorndorf                | Alemania                | Kulturhaus Merkers            | –                       | –                       |
| 30 de diciembre de 1994  | Dresden                 | Alemania                | Starclub                      | –                       | –                       |
| 31 de diciembre de 1994  | Saalfeld                | Alemania                | Klubhaus der Jugend           | –                       | –                       |
| Alemania Club Tour 1995  |                         |                         |                               |                         |                         |
| 6 de enero de 1995       | Neuruppin               | Alemania                | JFZ Liveclub                  | –                       | –                       |
| 7 de enero de 1995       | Rostock                 | Alemania                | MS Stubnitz                   | –                       | –                       |
| 8 de enero de 1995       | Rostock                 | Alemania                | Pumpe                         | –                       | –                       |
| 14 de enero de 1995      | Freiberg (Sajonia)      | Alemania                | Studentenclub Füllort         | –                       | –                       |
| 26 de mayo de 1995       | Saalfeld                | Alemania                | Saalfeld Open Air             | –                       | –                       |
| 27 de mayo de 1995       | Leipzig                 | Alemania                | Anker                         | –                       | –                       |
| Total                    |                         |                         |                               |                         |                         |

## Datos relevantes
Rammstein tuvo su primer concierto el 24 de marzo de 1994, en ese mismo año, el 7 de mayo, fue la primera interpretación del tema "Rammstein". El 18 de junio de 1994, realizaron la primera interpretación de "Du riechst so gut", y el 2 de julio del mismo año tocaron por primera vez canciones como "Tier", "Jeder lacht", "Heirate mich", "Weißes Fleisch", "Alter Mann", "Wollt ihr das Bett in Flammen sehen?", "Das alte Leid", "Schwarzes Glas", "Feuerräder" y "Der Meister". Este concierto también es el más antiguo del que se tiene material en video.
Posteriormente, el 27 de agosto, imágenes de uno de sus conciertos aparecieron en la película ACHTUNG! WIR KOMMEN.... El 19 de noviembre de 1994, realizaron la primera interpretación de "Seemann" y el 3 de diciembre tocaron por primera vez "Herzeleid" y "Laichzeit", además de ser el concierto más antiguo con una grabación de audio de la audiencia. Jacob Hellner asistió a su show del 9 de diciembre de 1994 y aceptó producir su álbum Herzeleid. El 31 de diciembre de 1994 se realizó el primer concierto del que existe una grabación completa de audio del público.

## Herzeleid Tour, el inicio
El 8 de agosto de 1995, Rammstein inició la gira Herzeleid. El 13 de octubre de 1995 ofrecieron su primer concierto fuera de Alemania, específicamente en Suiza y poco después, el 27 de noviembre, tocaron por primera vez en República Checa, donde también interpretaron por primera vez las canciones "Sehnsucht" y "Asche zu Asche". El 29 de noviembre de 1995, se presentaron en Polonia por primera vez, y el 15 de diciembre de ese año ofrecieron la única interpretación conocida de la canción desconocida "Sonne (Demo)" (no confundir con "Sonne" del álbum Mutter del 2001) y la última interpretación de "Jeder lacht".
El 20 de diciembre de 1995, la banda tocó por primera vez "Wilder Wein" y el 19 de enero de 1996 dieron su primer concierto en Austria. El 29 de enero de 1996 interpretaron "Spiel mit mir" por primera vez. El 27 de marzo de 1996 marcaron su primera aparición en televisión y su primer concierto en el Reino Unido. El 2 de mayo de 1996 tocaron por primera vez en Asia, su primer concierto fuera de Europa. El 3 de junio de 1996, debutaron con "Bestrafe mich" y "Bück dich", y dos días después, el 5 de junio, ofrecieron la última interpretación de "Feuerräder". El 29 de junio de 1996 realizaron la única interpretación conocida de "Azzurro" y el 18 de agosto de 1996 tuvieron su primer concierto con una grabación completa en video disponible. El 27 de septiembre de 1996, celebraron el concierto aniversario "100 Jahre Rammstein", lanzado en formato VHS, donde un letrero en llamas cayó sobre el público, hiriendo a algunas personas. El 6 de octubre de 1996, ofrecieron su primer concierto en los Países Bajos, seguido por la última interpretación de "Schwarzes Glas" y "Das alte Leid" el 12 de octubre de 1996. Finalmente, el 14 de diciembre de 1996, dieron el último concierto de la gira Herzeleid y del año.

## Fechas
| Día                        | Ciudad                     | País                       | Lugar                                       | Tickets                    | Ingresos                   |
| Europa Herzeleid Tour 1995 | Europa Herzeleid Tour 1995 | Europa Herzeleid Tour 1995 | Europa Herzeleid Tour 1995                  | Europa Herzeleid Tour 1995 | Europa Herzeleid Tour 1995 |
| -------------------------- | -------------------------- | -------------------------- | ------------------------------------------- | -------------------------- | -------------------------- |
| 8 de agosto de 1995        | Berlín                     | Alemania                   | Knaack Club                                 | –                          | –                          |
| 9 de agosto de 1995        | Potsdam                    | Alemania                   | Lindenpark                                  | –                          | –                          |
| 10 de agosto de 1995       | Potsdam                    | Alemania                   | Waschhaus                                   | –                          | –                          |
| 11 de agosto de 1995       | Leipzig                    | Alemania                   | Anker                                       | –                          | –                          |
| 12 de agosto de 1995       | Neuwürschnitz              | Alemania                   | Never Sleep Open Air                        | –                          | –                          |
| 18 de agosto de 1995       | Colonia                    | Alemania                   | Crossing All Over Festival                  | –                          | –                          |
| 1 de septiembre de 1995    | Pößneck                    | Alemania                   | Schlettweiner Open-Air                      | –                          | –                          |
| 8 de septiembre de 1995    | Múnich                     | Alemania                   | Tag's der Nacht hinterher                   | –                          | –                          |
| 13 de octubre de 1995      | Zúrich                     | Suiza                      | Palais X-Tra                                | –                          | –                          |
| 14 de octubre de 1995      | Hannover                   | Alemania                   | Capitol                                     | –                          | –                          |
| 15 de octubre de 1995      | Bielefeld                  | Alemania                   | PC 69                                       | –                          | –                          |
| 16 de octubre de 1995      | Bochum                     | Alemania                   | Zeche                                       | –                          | –                          |
| 17 de octubre de 1995      | Behringen                  | Alemania                   | Schloss Behringen                           | –                          | –                          |
| 19 de octubre de 1995      | Berlín                     | Alemania                   | Huxley's Neue Welt                          | –                          | –                          |
| 20 de octubre de 1995      | Dresden                    | Alemania                   | Panzerhof                                   | –                          | –                          |
| 21 de octubre de 1995      | Cottbus                    | Alemania                   | Glad-House                                  | –                          | –                          |
| 22 de octubre de 1995      | Leipzig                    | Alemania                   | Verformungshalle                            | –                          | –                          |
| 24 de octubre de 1995      | Großörner                  | Alemania                   | Underground                                 | –                          | –                          |
| 25 de octubre de 1995      | Hamburgo                   | Alemania                   | Markthalle                                  | –                          | –                          |
| 27 de octubre de 1995      | Erlangen                   | Alemania                   | E-Werk                                      | –                          | –                          |
| 28 de octubre de 1995      | Kaiserslautern             | Alemania                   | Kulturzentrum Kammgarn                      | –                          | –                          |
| 29 de octubre de 1995      | Frankfurt                  | Alemania                   | Batschkapp                                  | –                          | –                          |
| 30 de octubre de 1995      | Stuttgart                  | Alemania                   | LKA Longhorn                                | –                          | –                          |
| 31 de octubre de 1995      | Múnich                     | Alemania                   | Backstage                                   | –                          | –                          |
| 3 de noviembre de 1995     | Saalfeld                   | Alemania                   | Klubhaus der Jugend                         | –                          | –                          |
| 4 de noviembre de 1995     | Ebersbrunn                 | Alemania                   | Zum Löwen                                   | –                          | –                          |
| 27 de noviembre de 1995    | Praga                      | República Checa            | Kulturní dům Eden                           | –                          | –                          |
| 29 de noviembre de 1995    | Varsovia                   | Polonia                    | Stodoła                                     | –                          | –                          |
| 2 de diciembre de 1995     | Schwerin                   | Alemania                   | Saal der Berufsschule                       | –                          | –                          |
| 3 de diciembre de 1995     | Berlín                     | Alemania                   | Loft                                        | –                          | –                          |
| 5 de diciembre de 1995     | Halle                      | Alemania                   | Easy Schorre                                | –                          | –                          |
| 6 de diciembre de 1995     | Frankfurt                  | Alemania                   | Nachtleben                                  | –                          | –                          |
| 7 de diciembre de 1995     | Stuttgart                  | Alemania                   | Die Röhre                                   | –                          | –                          |
| 9 de diciembre de 1995     | Múnich                     | Alemania                   | Strom                                       | –                          | –                          |
| 10 de diciembre de 1995    | Bamberg                    | Alemania                   | Live-Club                                   | –                          | –                          |
| 11 de diciembre de 1995    | Hannover                   | Alemania                   | Musiktheater Bad                            | –                          | –                          |
| 12 de diciembre de 1995    | Colonia                    | Alemania                   | E-Werk                                      | –                          | –                          |
| 13 de diciembre de 1995    | Bielefeld                  | Alemania                   | Ravensberger Spinnerei                      | –                          | –                          |
| 14 de diciembre de 1995    | Essen                      | Alemania                   | Zeche Carl                                  | –                          | –                          |
| 15 de diciembre de 1995    | Lobenstein                 | Alemania                   | Kulturhaus                                  | –                          | –                          |
| 16 de diciembre de 1995    | Freiwalde                  | Alemania                   | Gasthof Schäfer                             | –                          | –                          |
| 19 de diciembre de 1995    | Hamburgo                   | Alemania                   | Logo                                        | –                          | –                          |
| 20 de diciembre de 1995    | Bremen                     | Alemania                   | Tower                                       | –                          | –                          |
| 21 de diciembre de 1995    | Rendsburg                  | Alemania                   | Garage                                      | –                          | –                          |
| 22 de diciembre de 1995    | Stavenhagen                | Alemania                   | Tankhaus                                    | –                          | –                          |
| Europa Herzeleid Tour 1996 |                            |                            |                                             |                            |                            |
| 19 de enero de 1996        | Klagenfurt                 | Austria                    | Messehalle                                  | –                          | –                          |
| 20 de enero de 1996        | Röthis                     | Austria                    | Kiew                                        | –                          | –                          |
| 22 de enero de 1996        | Zúrich                     | Suiza                      | Volkshaus                                   | –                          | –                          |
| 23 de enero de 1996        | Múnich                     | Alemania                   | Terminal 1, Flughafen München-Riem          | –                          | –                          |
| 24 de enero de 1996        | Offenbach del Meno         | Alemania                   | Stadthalle                                  | –                          | –                          |
| 25 de enero de 1996        | Eppelheim                  | Alemania                   | Jugendzentrum Altes Wasserwerk              | –                          | –                          |
| 26 de enero de 1996        | Bonn                       | Alemania                   | Biskuithalle Jugendzentrum Altes Wasserwerk | –                          | –                          |
| 27 de enero de 1996        | Brunswick                  | Alemania                   | FBZ Bürgerpark                              | –                          | –                          |
| 28 de enero de 1996        | Berlín                     | Alemania                   | Huxley's Neue Welt                          | –                          | –                          |
| 29 de enero de 1996        | Hamburgo                   | Alemania                   | Docks                                       | –                          | –                          |
| 30 de enero de 1996        | Hannover                   | Alemania                   | Capitol                                     | –                          | –                          |
| 16 de febrero de 1996      | Riesa                      | Alemania                   | Kulturzentrum Stern                         | –                          | –                          |
| 17 de febrero de 1996      | Markneukirchen             | Alemania                   | Musikhalle Markneukirchen                   | –                          | –                          |
| 18 de febrero de 1996      | Dresden                    | Alemania                   | Starclub                                    | –                          | –                          |
| 21 de febrero de 1996      | Wilhelmshaven              | Alemania                   | Pumpwerk                                    | –                          | –                          |
| 22 de febrero de 1996      | Nordhorn                   | Alemania                   | Jugendzentrum Scheune                       | –                          | –                          |
| 23 de febrero de 1996      | Gera                       | Alemania                   | Clubzentrum Comma                           | –                          | –                          |
| 24 de febrero de 1996      | Leipzig                    | Alemania                   | Haus Leipzig                                | –                          | –                          |
| 25 de febrero de 1996      | Frankfurt                  | Alemania                   | Batschkapp                                  | –                          | –                          |
| 26 de febrero de 1996      | Friburgo de Brisgovia      | Alemania                   | Jazzhaus                                    | –                          | –                          |
| 27 de febrero de 1996      | Duisburgo                  | Alemania                   | Backstage                                   | –                          | –                          |
| 28 de febrero de 1996      | Bochum                     | Alemania                   | Zeche                                       | –                          | –                          |
| 29 de febrero de 1996      | Fulda                      | Alemania                   | Kulturzentrum Kreuz                         | –                          | –                          |
| 1 de marzo de 1996         | Hamburgo                   | Alemania                   | Gaswerk                                     | –                          | –                          |
| 2 de marzo de 1996         | Cottbus                    | Alemania                   | Glad-House                                  | –                          | –                          |
| 3 de marzo de 1996         | Potsdam                    | Alemania                   | Lindenpark                                  | –                          | –                          |
| Total                      |                            |                            |                                             |                            |                            |